# 57e cérémonie des Grammy Awards
 (janvier 2023).
 (mai 2018).
La 57e cérémonie des Grammy Awards s'est déroulée le 8 février 2015 au Staples Center à Los Angeles.

## Palmarès
La période d'éligibilité était du 1er octobre 2013 au 30 septembre 2014 et les nommés ont été annoncés le 5 décembre 2014.

### Général
Enregistrement de l'année
- Stay with Me (Darkchild Version) – Sam Smith
  - Fancy – Iggy Azalea featuring Charli XCX
  - Chandelier – Sia
  - Shake It Off– Taylor Swift
  - All About That Bass – Meghan Trainor

Album de l'année
- Morning Phase – Beck
  - Beyoncé – Beyoncé
  - x – Ed Sheeran
  - In the Lonely Hour – Sam Smith
  - Girl – Pharrell Williams

Chanson de l'année
- Stay with Me (Darkchild Version) – Sam Smith
  - All About That Bass – Meghan Trainor
  - Chandelier – Sia
  - Shake It Off – Taylor Swift
  - Take Me to Church – Hozier

Meilleur nouvel artiste
- Sam Smith
  - Iggy Azalea
  - Bastille
  - Brandy Clark
  - HAIM

### Pop
Meilleure performance pop en solo
- Happy (Live) – Pharrell Williams
  - All of Me (Live) – John Legend
  - Chandelier – Sia
  - Stay With Me (Darkchild Version) – Sam Smith
  - Shake It Off – Taylor Swift

Meilleur duo/performance de groupe
- Say Something (en) – A Great Big World et Christina Aguilera
  - Fancy – Iggy Azalea featuring Charli XCX
  - A Sky Full of Stars – Coldplay
  - Bang Bang – Jessie J, Ariana Grande, & Nicki Minaj
  - Dark Horse – Katy Perry featuring Juicy J

Meilleur album pop instrumental
- In the Lonely Hour – Sam Smith
  - Ghost Stories – Coldplay
  - Bangerz – Miley Cyrus
  - My Everything – Ariana Grande
  - Prism – Katy Perry
  - x – Ed Sheeran

Meilleur album pop vocal traditionnel
- Cheek to Cheek – Tony Bennett & Lady Gaga
  - Nostalgia – Annie Lennox
  - Night Songs – Barry Manilow
  - Sending You a Little Christmas – Johnny Mathis
  - Partners – Barbra Streisand

### Dance/Électronique
Meilleur enregistrement dance
- Rather Be – Clean Bandit featuring Jess Glynne
  - Never Say Never – Basement Jaxx
  - F For You – Disclosure featuring Mary J. Blige
  - I Got U – Duke Dumont featuring Jax Jones
  - Faded – Zhu

Meilleur album dance/electro
- Syro – Aphex Twin
  - while(1<2) – deadmau5
  - Nabuma Rubberband – Little Dragon
  - Do It Again – Röyksopp & Robyn
  - Damage Control – Mat Zo

### Instrumental Contemporain
Meilleur Album Instrumental Contemporain
- Bass & Mandolin – Chris Thile & Edgar Meyer
  - Wild Heart – Mindi Abair
  - Slam Dunk – Gerald Albright
  - Nathan East – Nathan East
  - Jazz Funk Soul – Jeff Lorber, Chuck Loeb & Everette Harp

### Rock
Meilleure prestation rock
- Lazaretto – Jack White
  - Gimme Something Good – Ryan Adams
  - Do I Wanna Know? – Arctic Monkeys
  - Blue Moon – Beck
  - Fever – The Black Keys

Meilleure prestation metal
- The Last in Line – Tenacious D
  - Neon Knights – Anthrax
  - High Road – Mastodon
  - Heartbreaker – Motörhead
  - The Negative One – Slipknot

Meilleure prestation rock
- Ain't It Fun - Paramore
  - Blue Moon - Beck
  - Fever - The Black Keys
  - Gimme Something Good - Ryan Adams
  - Lazaretto - Jack White

Meilleur album rock
- Morning Phase – Beck
  - Ryan Adams – Ryan Adams
  - Turn Blue – The Black Keys
  - Hypnotic Eye – Tom Petty and the Heartbreakers
  - Songs of Innocence – U2

### Alternative
Meilleur album de musique alternative
- St. Vincent – St. Vincent
  - This Is All Yours – alt-J
  - Reflektor – Arcade Fire
  - Melophobia – Cage the Elephant
  - Lazaretto – Jack White

### R&B
Meilleure performance R&B
- "Drunk in Love" – Beyoncé featuring Jay-Z
  - "New Flame" – Chris Brown featuring Usher & Rick Ross
  - "It's Your World" – Jennifer Hudson  featuring R. Kelly
  - "Like This" – Ledisi
  - "Good Kisser" – Usher

Meilleure performance R&B traditionnel
- "Jesus Children" – Robert Glasper Experiment featuring Lalah Hathaway & Malcolm Jamal Warner
  - "As" – Marsha Ambrosius & Anthony Hamilton
  - "I.R.S" – Angie Fisher
  - "Nobody" – Kem
  - "Hold Up Wait a Minute (Woo Woo)" – Antonique Smith

Meilleure chanson R&B
- Drunk in Love – Beyoncé featuring Jay-Z
  - Good Kisser – Usher
  - New Flame–  Chris Brown featuring Usher & Rick Ross
  - Options (Wolfjames Version) – Luke James
  - The Worst –  Jhené Aiko

Meilleur album urbain contemporain
- Girl – Pharrell Williams
  - Sail Out – Jhené Aiko
  - Beyoncé – Beyoncé
  - X –  Chris Brown
  - Mali is... – Mali Music

Meilleur album R&B
- Love, Marriage & Divorce – Toni Braxton & Babyface
  - Islander – Bernhoft
  - Lift Your Spirit – Aloe Blacc
  - Black Radio 2 – Robert Glasper Experiment
  - Give The People What They Want – Sharon Jones & The Dap-Kings

### Rap
Meilleure performance rap
- i – Kendrick Lamar
  - 3005 – Childish Gambino
  - 0 to 100 / The Catch Up – Drake
  - Rap God – Eminem
  - All I Need Is You – Lecrae

Meilleure collaboration rap/chant
- The Monster – Eminem featuring Rihanna
  - Blak Majik  – Common featuring Jhené Aiko
  - Tuesday – ILoveMakonnen featuring Drake
  - Studio – Schoolboy Q featuring BJ the Chicago Kid
  - Bound 2 – Kanye West featuring Charlie Wilson

Meilleure chanson rap
- i – Kendrick Lamar
  - Anaconda – Nicki Minaj
  - Bound 2 –  Kanye West featuring Charlie Wilson
  - We Dem Boyz – Wiz Khalifa
  - 0 to 100 / The Catch Up – Drake

Meilleur Album Rap
- The Marshall Mathers LP 2 – Eminem
  - The New Classic – Iggy Azalea
  - Because the Internet – Childish Gambino
  - Nobody's Smiling – Common
  - Oxymoron – Schoolboy Q
  - Blacc Hollywood – Wiz Khalifa

### Country
Meilleure performance country en solo
- "Something in the Water" – Carrie Underwood
  - "Give Me Back My Hometown" – Eric Church
  - "Invisible" – Hunter Hayes
  - "Automatic" – Miranda Lambert
  - "Cop Car" – Keith Urban

Meilleure performance country en duo/en groupe
- "Gentle on My Mind" – The Band Perry
  - "Somethin' Bad" – Miranda Lambert featuring Carrie Underwood
  - "Day Drinking" – Little Big Town
  - "Meanwhile Back at Mama's – Tim McGraw featuring Faith Hill
  - "Raise 'Em Up" – Keith Urban featuring Eric Church

Meilleure chanson country
- "I'm Not Gonna Miss You"
  - Glen Campbell & Julian Raymond, songwriters (Glen Campbell)
  - "American Kids"
    - Rodney Clawson, Luke Laird & Shane McAnally, songwriters (Kenny Chesney)

  - "Automatic"
    - Nicolle Galyon, Natalie Hemby & Miranda Lambert, songwriters (Miranda Lambert)

  - "Give Me Back My Hometown"
    - Eric Church & Luke Laird, songwriters (Eric Church)

  - "Meanwhile Back at Mama's"
    - Tom Douglas, Jaren Johnston & Jeffrey Steele, songwriters (Tim McGraw featuring Faith Hill)

Meilleur album country
- Platinum – Miranda Lambert
  - Riser – Dierks Bentley
  - The Outsiders – Eric Church
  - 12 Stories – Brandy Clark
  - The Way I'm Livin' – Lee Ann Womack

### New Age
Meilleur Album New Age
- Winds Of Samsara – Ricky Kej et Wouter Kellerman
  - Bhakti – Paul Avgerinos
  - Ritual – Peter Kater et R. Carlos Nakai
  - Symphony Live In Istanbul – Kitaro
  - In Love And Longing – Silvia Nakkach et David Darling

### Jazz
Meilleure improvisation Jazz en solo
- "Fingerprints" – Chick Corea, soliste
  - "The Eye of the Hurricane" – Kenny Barron, soliste
  - "You and the Night and the Music" – Fred Hersch, soliste
  - "Recorda Me" – Joe Lovano, soliste
  - "Sleeping Giant" – Brad Mehldau, soliste

Meilleur album Jazz vocal
- Beautiful Life – Dianne Reeves
  - Map to the Treasure: Reimagining Laura Nyro – Billy Childs et divers artistes
  - I Wanna Be Evil – René Marie
  - Live in NYC – Gretchen Parlato
  - Paris Sessions – Tierney Sutton

Meilleur album Jazz instrumental
- Trilogy – Chick Corea Trio
  - Landmarks – Brian Blade & the Fellowship Band
  - Floating – Fred Hersch Trio
  - Enjoy The View – Bobby Hutcherson, David Sanborn, Joey DeFrancesco featuring Billy Hart
  - All Rise: A Joyful Elegy For Fats Waller – Jason Moran

Best Large Jazz Ensemble Album
- Life in the Bubble – Gordon Goodwin's Big Phat Band
  - The L.A. Treasures Project – Clayton-Hamilton Jazz Orchestra
  - Quiet Pride: The Elizabeth Catlett Project – Rufus Reid
  - Live: I Hear the Sound – Archie Shepp Attica Blues Orchestra
  - OverTime: Music of Bob Brookmeyer – Vanguard Jazz Orchestra

Meilleur album jazz latin
- The Offense of the Drum – Arturo O'Farrill and the Afro Latin Jazz Orchestra
  - The Latin Side of Joe Henderson – Conrad Herwig featuring Joe Lovano
  - The Pedrito Martinez Group – Pedrito Martinez Group
  - Second Half – Emilio Solla y la Inestable de Brooklyn
  - New Throned King – Yosvany Terry

### Gospel/Contemporain Christian
Meilleure chanson/performance gospel
- "No Greater Love" – Smokie Norful
  - Aaron W. Lindsey, Smokie Norful, songwriters
  - "Help" – Erica Campbell featuring Lecrae
    - Erica Campbell, Warryn Campbell, Hasben Jones, Harold Lilly, Lecrae Moore, Aaron Sledge, songwriters

  - "Sunday A.M. (Live)" – Karen Clark Sheard
    - Rudy Currence, Donald Lawrence, songwriters

  - "I Believe" – Mali Music
    - Kortney J. Pollard, songwriter

  - "Love on the Radio" – The Walls Group 
    - Kirk Franklin, songwriter

Meilleure chanson/performance de musique chrétienne contemporaine
- "Messengers" – Lecrae featuring For King and Country
  - Torrance Esmond, Ran Jackson, Ricky Jackson, Kenneth Chris Mackey, Lecrae Moore, Joseph Prielozny, Joel Smallbone, Luke Smallbone, songwriters
  - "Write Your Story" – Francesca Battistelli
    - Francesca Battistelli, David Arthur Garcia, Ben Glover, songwriters

  - "Come as You Are" – Crowder
    - David Crowder, Ben Glover & Matt Maher, songwriters

  - "Shake" – MercyMe
    - Nathan Cochran, David Arthur Garcia, Ben Glover, Barry Graul, Bart Millard, Soli Olds, Mike Scheuchzer, Robby Shaffer, songwriters

  - "Multiplied" – Needtobreathe
    - Bear Rinehart, Bo Rinehart, songwriters

Meilleur album gospel
- Help – Erica Campbell
  - Amazing (Live) – Ricky Dillard and New G.
  - Withholding Nothing (Live) – William McDowell
  - Forever Yours – Smokie Norful
  - Vintage Worship – Anita Wilson

Best Contemporary Christian Music Album
- Run Wild. Live Free. Love Strong. – For King & Country
  - If We're Honest – Francesca Battistelli
  - Hurricane – Natalie Grant
  - Welcome to the New – MercyMe
  - Royal Tailor – Royal Tailor

Best Roots Gospel Album
- Shine for All the People – Mike Farris
  - Forever Changed – T. Graham Brown
  - Hymns – Gaither Vocal Band
  - A Cappella – The Martins
  - His Way of Loving Me – Tim Menzies

### Latin
Meilleur album pop latin
- Tangos – Rubén Blades
  - Elypse – Camila
  - Raíz – Lila Downs, Niña Pastori and Soledad
  - Loco de Amor – Juanes
  - Gracias Por Estar Aquí – Marco Antonio Solís

Best Latin Rock Urban or Alternative Album
- Multi Viral – Calle 13
  - Behind The Machine (Detrás De La Máquina) – ChocQuibTown
  - Bailar En La Cueva – Jorge Drexler
  - Agua Maldita – Molotov
  - Vengo – Ana Tijoux

Meilleur album de musique mexicaine (incluant Tejano)
- Mano A Mano – Tangos A La Manera De Vicente Fernández – Vicente Fernández
  - Lastima Que Sean Ajenas – Pepe Aguilar
  - Voz Y Guitarra – Ixya Herrera
  - 15 Aniversario – Mariachi Divas de Cindy Shea
  - Alegría Del Mariachi – Mariachi Los Arrieros Del Valle

Best Tropical Latin Album
- Más + Corazón Profundo – Carlos Vives
  - 50 Aniversario – El Gran Combo de Puerto Rico
  - First Class To Havana – Aymee Nuviola
  - Live – Palo!
  - El Asunto – Totó la Momposina

### Americana Music
Best American Roots Performance
- "A Feather's Not a Bird" – Rosanne Cash
  - "Statesboro Blues" – Gregg Allman & Taj Mahal
  - "And When I Die" – Billy Childs featuring Alison Krauss & Jerry Douglas
  - "The Old Me Better" – Keb' Mo' featuring the California Feet Warmers
  - "Destination" – Nickel Creek

Best American Roots Song
- "A Feather's Not a Bird" – Rosanne Cash & John Leventhal, songwriters (Rosanne Cash)
  - "Just So Much" – Jesse Winchester, songwriter (Jesse Winchester)
  - "The New York Trains" – Woody Guthrie & Del McCoury, songwriters (Del McCoury Band)
  - "Pretty Little One" – Edie Brickell & Steve Martin, songwriters (Steve Martin and the Steep Canyon Rangers featuring Edie Brickell)
  - "Terms of My Surrender" – John Hiatt, songwriter (John Hiatt)

Best Americana Album
- The River & the Thread – Rosanne Cash
  - Terms of My Surrender – John Hiatt
  - BluesAmericana – Keb' Mo'
  - A Dotted Line – Nickel Creek
  - Metamodern Sounds in Country Music – Sturgill Simpson

Meilleur album de Bluegrass
- The Earls of Leicester – The Earls of Leicester
  - Noam Pikelny Plays Kenny Baker Plays Bill Monroe – Noam Pikelny
  - Cold Spell – Frank Solivan & Dirty Kitchen
  - Into My Own – Bryan Sutton
  - Only Me – Rhonda Vincent

Meilleur album de Blues
- Step Back – Johnny Winter
  - Common Ground: Dave Alvin & Phil Alvin Play and Sing the Songs of Big Bill Broonzy – Dave Alvin & Phil Alvin
  - Promise of a Brand New Day – Ruthie Foster
  - Juke Joint Chapel – Charlie Musselwhite
  - Decisions – Bobby Rush with Blinddog Smokin'

Meilleur album de Folk
- Remedy – Old Crow Medicine Show
  - Three Bells – Mike Auldridge, Jerry Douglas, Rob Ickes
  - Follow the Music – Alice Gerrard
  - The Nocturne Diaries – Eliza Gilkyson
  - A Reasonable Amount of Trouble – Jesse Winchester

Meilleur album de musique régionale
- The Legacy  – Jo-El Sonnier
  - Light the Stars – Bonsoir, Catin
  - Hanu 'A'ala – Kamaka Kukona
  - Love's Lies – Magnolia Sisters
  - Ceremony – Joe Tohonnie Jr.

### Reggae
Best Reggae Album
- Fly Rasta – Ziggy Marley
  -  Back On the Controls – Lee Scratch Perry
  - Full Frequency – Sean Paul
  - Out of Many, One Music – Shaggy
  - Reggae Power – Sly and Robbie & Spicy Chocolate
  - Amid The Noise and The Haste – SOJA

### Musique du monde
Meilleur album de musique du monde
- Eve – Angélique Kidjo
  - Toumani & Sidiki – Toumani Diabaté & Sidiki Diabaté
  - Our World in Song – Wu Man, Luis Conte & Daniel Ho
  - Magic – Sérgio Mendes
  - Traces of You – Anoushka Shankar

### Children's
Best Children's Album
- I Am Malala: How One Girl Stood Up For Education And Changed The World (Malala Yousafzai) – Neela Vaswani
  - Appetite For Construction – The Pop Ups
  - Just Say Hi! – Brady Rymer And The Little Band That Could
  - The Perfect Quirk – Secret Agent 23 Skidoo
  - Through The Woods – The Okee Dokee Brothers

### Spoken Word
Best Spoken Word Album (Includes Poetry, Audio Books & Story Telling)
- Diary of a Mad Diva – Joan Rivers
  - Actors Anonymous – James Franco
  - A Call to Action – Jimmy Carter
  - Carsick: John Waters Hitchhikes Across America – John Waters
  - A Fighting Chance – Elizabeth Warren
  - We Will Survive: True Stories of Encouragement, Inspiration, and the Power of Song – Gloria Gaynor

### Comedy
Best Comedy Album
- Mandatory Fun – "Weird Al" Yankovic
  - Obsessed – Jim Gaffigan
  - Oh My God – Louis C.K.
  - Tragedy Plus Comedy Equals Time – Patton Oswalt
  - We Are Miracles – Sarah Silverman

### Musical Show
Best Musical Theater Album
- Beautiful: The Carole King Musical – Jessie Mueller, principal soloist; Jason Howland, Steve Sidwell & Billy Jay Stein, producers (Carole King, composer & lyricist) (original Broadway cast)
  - Aladdin – James Monroe Iglehart, Adam Jacobs & Courtney Reed, principal soloists; Frank Filipetti, Michael Kosarin, Alan Menken & Chris Montan, producers (Alan Menken, composer; Howard Ashman, Chad Beguelin & Tim Rice, lyricists) (original Broadway cast)
  - A Gentleman's Guide to Love and Murder – Jefferson Mays & Bryce Pinkham, principal soloists; Kurt Deutsch & Joel Moss, producers; Robert L. Freedman, lyricist; Steven Lutvak, composer & lyricist (original Broadway cast)
  - Hedwig and the Angry Inch – Lena Hall & Neil Patrick Harris, principal soloists; Justin Craig, Tim O'Heir & Stephen Trask, producers (Stephen Trask, composer & lyricist) (original Broadway cast)
  - West Side Story – Cheyenne Jackson & Alexandra Silber, principal soloists; Jack Vad, producer (Leonard Bernstein, composer; Stephen Sondheim, lyricist) (Cheyenne Jackson & Alexandra Silber with the San Francisco Symphony)

### Music for Visual Media
Best Compilation Soundtrack for Visual Media
- La Reine des neiges – various artists
  - American Hustle – various artists
  - Get on Up: The James Brown Story – James Brown
  - Guardians Of The Galaxy: Awesome Mix Vol. 1 – various artists
  - The Wolf of Wall Street – various artists

Best Score Soundtrack for Visual Media
- The Grand Budapest Hotel: Original Soundtrack – Alexandre Desplat, compositeur
  - La Reine des neiges – Christophe Beck, compositeur
  - Gone Girl: Soundtrack from the Motion Picture – Trent Reznor & Atticus Ross, compositeur
  - Gravity: Original Motion Picture Soundtrack – Steven Price, compositeur
  - Saving Mr. Banks – Thomas Newman, compositeur

Best Song Written for Visual Media
- Libérée, délivrée (de La Reine des neiges) – Kristen Anderson-Lopez & Robert Lopez, songwriters (Idina Menzel)
  - "Everything Is Awesome" (de La Grande Aventure Lego) – Joshua Bartholomew, Lisa Harriton, Shawn Patterson, Andy Samberg, Akiva Schaffer & Jorma Taccone, songwriters (Tegan and Sara featuring the Lonely Island)
  - "I See Fire" (de Le Hobbit : La Désolation de Smaug) – Ed Sheeran, songwriter (Ed Sheeran)
  - "I'm Not Gonna Miss You" (de Glen Campbell: I'll Be Me) – Glen Campbell & Julian Raymond, songwriters (Glen Campbell)
  - The Moon Song (de Her) – Spike Jonze & Karen O, songwriters (Scarlett Johansson & Joaquin Phoenix)

### Composing/Arranging
Best Instrumental Composition
- "The Book Thief (film)"
  - John Williams, composer (John Williams)
  - "Last Train To Sanity"
    - Stanley Clarke, composer (The Stanley Clarke Band)

  - "Life In The Bubble"
    - Gordon Goodwin, composer (Gordon Goodwin's Big Phat Band)

  - "Recognition"
    - Rufus Reid, composer (Rufus Reid)

  - "Tarnation"
    - Edgar Meyer & Chris Thile, composers (Chris Thile & Edgar Meyer)

Best Arrangement, Instrumental or a Cappella
- "Daft Punk"
  - Ben Bram, Mitch Grassi, Scott Hoying, Avi Kaplan, Kirstie Maldonado & Kevin Olusola, arrangers (Pentatonix)
  - "Beautiful Dreamer"
    - Pete McGuinness, arranger (The Pete McGuinness Jazz Orchestra)

  - "Get Smart"
    - Gordon Goodwin, arranger (Gordon Goodwin's Big Phat Band)

  - "Guantanamera"
    - Alfredo Rodríguez, arranger (Alfredo Rodríguez)

  - "Moon River"
    - Chris Walden, arranger (Amy Dickson)

Best Instrumental Arrangement Accompanying Vocalist(s)
- "New York Tendaberry"
  - Billy Childs, arranger (Billy Childs Featuring Renée Fleming & Yo-Yo Ma)
  - "All My Tomorrows"
    - Jeremy Fox, arranger (Jeremy Fox Featuring Kate McGarry)

  - "Goodnight America"
    - Vince Mendoza, arranger (Mary Chapin Carpenter)

  - "Party Rockers"
    - Gordon Goodwin, arranger (Gordon Goodwin's Big Phat Band)

  - "What Are You Doing The Rest Of Your Life?"
    - Pete McGuinness, arranger (The Pete McGuinness Jazz Orchestra)

### Crafts
Best Recording Package
- Lightning Bolt
  - Jeff Ament, Don Pendleton, Joe Spix & Jerome Turner, art directors (Pearl Jam)
  - Formosa Medicine Show
    - David Chen & Andrew Wong, art directors (The Muddy Basin Ramblers)

  - Indie Cindy
    - Vaughan Oliver, art director (Pixies)

  - LP1
    - FKA Twigs & Phil Lee, art directors (FKA twigs)

  - Whispers
    - Sarah Larnach, art director (Passenger)

Best Boxed or Special Limited Edition Package
- The Rise and Fall of Paramount Records, Volume One (1917–27)
  - Susan Archie, Dean Blackwood & Jack White, art directors (various artists)
  - Cities of Darkscorch
    - Leland Meiners & Ken Shipley, art directors (various artists)

  - A Letter Home (vinyl box set)
    - Gary Burden & Jenice Heo, art directors (Neil Young)

  - Sparks (deluxe album box set)
    - Andy Carne, art director (Imogen Heap)

  - Spring 1990 (The Other One)
    - Jessica Dessner, Lisa Glines, Doran Tyson & Steve Vance, art directors (Grateful Dead)

Best Album Notes
- Offering: Live At Temple University
  - Ashley Kahn, album notes writer (John Coltrane)
  - Happy: The 1920 Rainbo Orchestra Sides
    - David Sager, album notes writer (Isham Jones Rainbo Orchestra)

  - I'm Just Like You: Sly's Stone Flower 1969–70
    - Alec Palao, album notes writer (Various Artists)

  - 'The Other Side Of Bakersfield: 1950s & 60s Boppers And Rockers From 'Nashville West
    - Scott B. Bomar, album notes writer (Various Artists)

  - Purple Snow: Forecasting The Minneapolis Sound
    - Jon Kirby, album notes writer (Various Artists)

  - The Rise & Fall Of Paramount Records, Volume One (1917–27)
    - Scott Blackwood, album notes writer (Various Artists)

Best Historical Album
- The Garden Spot Programs, 1950
  - Colin Escott & Cheryl Pawelski, compilation producers; Michael Graves, mastering engineer (Hank Williams)
  - Black Europe: The Sounds And Images Of Black People In Europe Pre-1927
    - Jeffrey Green, Ranier E. Lotz & Howard Rye, compilation producers; Christian Zwarg, mastering engineer (Various Artists)

  - Happy: The 1920 Rainbo Orchestra Sides
    - Meagan Hennessey & Richard Martin, compilation producers; Richard Martin, mastering engineer (Isham Jones Rainbo Orchestra)

  - Longing For The Past: The 78 RPM Era In Southeast Asia
    - Steven Lance Ledbetter & David Murray, compilation producers; Michael Graves, mastering engineer (Various Artists)

  - There's A Dream I've Been Saving: Lee Hazlewood Industries 1966 – 1971 (Deluxe Edition)
  - Hunter Lea, Patrick McCarthy & Matt Sullivan, compilation producers; John Baldwin, mastering engineer (Various Artists)

### Production
Best Engineered Album, Non-Classical
- Morning Phase
  - Tom Elmhirst, David Greenbaum, Florian Lagatta, Cole Marsden, Greif Neill, Robbie Nelson, Darrell Thorp, Cassidy Turbin & Joe Visciano, engineers; Bob Ludwig, mastering engineer (Beck)
  - Bass & Mandolin
    - Richard King & Dave Sinko, engineers; Robert C. Ludwig, mastering engineer (Chris Thile & Edgar Meyer)

  - Bluesamericana
    - Ross Hogarth & Casey Wasner, engineers; Richard Dodd, mastering engineer (Keb' Mo')

  - The Way I'm Livin'
    - Chuck Ainlay, engineer; Gavin Lurssen, mastering engineer (Lee Ann Womack)

  - What's Left Is Forever
    - Tchad Blake, Oyvind Jakobsen, Jo Ranheim, Itai Shapiro & David Way, engineers; Bernie Grundman, mastering engineer (Thomas Dybdahl)

Producer of the Year, Non-Classical
- Max Martin
  - "Bang Bang" (Jessie J, Ariana Grande & Nicki Minaj)
  - "Break Free" (Ariana Grande Featuring Zedd)
  - "Dark Horse" (Katy Perry Featuring Juicy J)
  - "Problem" (Ariana Grande Featuring Iggy Azalea)
  - "Shake It Off" (Taylor Swift)
  - "Unconditionally" (Katy Perry)
  - Paul Epworth
    - "Pendulum" (FKA twigs)
    - "Queenie Eye" (Paul McCartney)
    - "Road" (Paul McCartney)
    - "Save Us" (Paul McCartney)

  - John Hill
    - "All You Never Say" (Birdy)
    - "Burning Gold (en)" (Christina Perri)
    - "Can't Remember to Forget You" (Shakira Featuring Rihanna)
    - "Goldmine" (Kimbra)
    - "Guts Over Fear" (Eminem Featuring Sia)
    - Strange Desire (Bleachers)
    - Voices (Phantogram)
    - "Water Fountain" (Tune-Yards)

  - Jay Joyce
    - About Last Night (Sleeper Agent)
    - It Goes Like This (Thomas Rhett)
    - Melophobia (Cage the Elephant)
    - Montibello Memories (Matrimony)
    - Mountains Of Sorrow, Rivers Of Song (Amos Lee)
    - The Outsiders (Eric Church)

  - Greg Kurstin
    - "Beating Heart" (Ellie Goulding)
    - "Chandelier" (Sia)
    - "Double Rainbow" (Katy Perry)
    - "Gunshot" (Lykke Li)
    - "Money Power Glory" (Lana Del Rey)
    - 1000 Forms of Fear (Sia)
    - Sheezus (Lily Allen)
    - Wrapped in Red (Kelly Clarkson)

Best Remixed Recording, Non-Classical
- "All Of Me" (Tiesto's Birthday Treatment Remix)
  - Tijs Michiel Verwest, remixer (John Legend)
  - "Falling Out" (Ming Remix)
    - MING, remixer (Crossfingers Featuring Danny Losito)

  - "Pompeii" (Audien Remix)
    - Audien, remixer (Bastille)

  - "The Rising" (Eddie Amador Remix)
    - Eddie Amador, remixer (Five Knives)

  - "Smile" (Kaskade Edit)
    - Ryan Raddon, remixer (Galantis)

  - "Waves" (Robin Schulz Remix)
    - Robin Schulz, remixer (Mr Probz)

### Production, Surround Sound
Best Surround Sound Album
- Beyoncé
  - Elliot Scheiner, surround mix engineer; Bob Ludwig, surround mastering engineer; Beyoncé Knowles, surround producer (Beyoncé)
  - Beppe: Remote Galaxy
    - Morten Lindberg, surround mix engineer; Morten Lindberg, surround mastering engineer; Morten Lindberg, surround producer (Vladimir Ashkenazy & Philharmonia Orchestra)

  - Chamberland: The Berlin Remixes
    - David Miles Huber, surround mix engineer; David Miles Huber, surround mastering engineer; David Miles Huber, surround producer (David Miles Huber)

  - The Division Bell (20th Anniversary Deluxe Box Set)
    - Damon Iddins & Andy Jackson, surround mix engineers; Damon Iddins & Andy Jackson, surround mastering engineers (Pink Floyd)

  - Epics Of Love
    - Hans-Jörg Maucksch, surround mix engineer; Hans-Jörg Maucksch, surround mastering engineer; Günter Pauler, surround producer (Song Zuying, Yu Long & China Philharmonic Orchestra)

  - Mahler: Symphony No. 2 'Resurrection'
    - Michael Bishop, surround mix engineer; Michael Bishop, surround mastering engineer; Elaine Martone, surround producer (Benjamin Zander & Philharmonia Orchestra)

### Production, Classical
Best Engineered Album, Classical
- Vaughan Williams: Dona Nobis Pacem; Symphony No. 4; The Lark Ascending
  - Michael Bishop, engineer; Michael Bishop, mastering engineer (Robert Spano, Norman Mackenzie, Atlanta Symphony Orchestra & Chorus)
  - Adams, John: City Noir
    - Richard King, engineer; Wolfgang Schiefermair, mastering engineer (David Robertson & St. Louis Symphony)

  - John Luther Adams, Become Ocean
    - Dmitriy Lipay & Nathaniel Reichman, engineers; Nathaniel Reichman, mastering engineer (Ludovic Morlot & Seattle Symphony)

  - Dutilleux: Symphony No. 1; Tout Un Monde Lointain; The Shadows Of Time
    - Dmitriy Lipay, engineer; Dmitriy Lipay, mastering engineer (Ludovic Morlot & Seattle Symphony)

  - Riccardo Muti Conducts Mason Bates & Anna Clyne
    - David Frost & Christopher Willis, engineers; Tim Martyn, mastering engineer (Riccardo Muti & Chicago Symphony Orchestra)

Producer of the Year, Classical
- Judith Sherman
  - Beethoven: Cello & Piano Complete (Fischer Duo)
  - Brahms By Heart (Chiara String Quartet)
  - Composing America (Lark Quartet)
  - Divergence (Plattform K + K Vienna)
  - The Good Song (Thomas Meglioranza)
  - Mozart & Brahms: Clarinet Quintets (Anthony McGill & Pacifica Quartet)
  - Snapshot (American Brass Quintet)
  - Two X Four (Jaime Laredo, Jennifer Koh, Vinay Parameswaran & Curtis 20/21 Ensemble)
  - Wagner Without Words (Ll_r Williams)
- Morten Lindberg
  - Beppe: Remote Galaxy (Vladimir Ashkenazy & Philharmonia Orchestra)
  - Dyrud: Out Of Darkness (Vivianne Sydnes & Nidaros Cathedral Choir)
  - Ja, Vi Elsker (Tone Bianca Sparre Dahl, Ingar Bergby, Staff Band Of The Norwegian Armed Forces & Schola Cantorum)
  - Symphonies Of Wind Instruments (Ingar Bergby & Royal Norwegian Navy Band)
- Dmitriy Lipay
  - Adams, John Luther: Become Ocean (Ludovic Morlot & Seattle Symphony)
  - Dutilleux: Symphony No. 1; Tout Un Monde Lointain; The Shadows Of Time (Ludovic Morlot & Seattle Symphony)
  - Fauré: Masques Et Bergamasques; Pelléas Et Mélisande; Dolly (Ludovic Morlot, Seattle Symphony Chorale & Seattle Symphony)
  - Hindemith: Nobilissima Visione; Five Pieces For String Orchestra (Gerard Schwarz & Seattle Symphony)
  - Ives: Symphony No. 2; Carter: Instances; Gershwin: An American In Paris (Ludovic Morlot & Seattle Symphony)
  - Ravel: Orchestral Works; Saint-Saëns: Organ Symphony (Ludovic Morlot & Seattle Symphony)
- Elaine Martone
  - Hallowed Ground (Louis Langrée, Maya Angelou, Nathan Wyatt & Cincinnati Symphony Orchestra)
  - Mahler: Symphony No. 2 'Resurrection' (Benjamin Zander, Stefan Bevier, Philharmonia Chorus & Orchestra)
  - Sibelius: Symphonies Nos. 6 & 7; Tapiola (Robert Spano & Atlanta Symphony Orchestra)
  - Vaughan Williams: Dona Nobis Pacem; Symphony No. 4; The Lark Ascending (Robert Spano, Norman Mackenzie, Atlanta Symphony Orchestra & Chorus)
- David Starobin
  - All The Things You Are (Leon Fleisher)
  - Complete Crumb Edition, Vol. 16 (Ann Crumb, Patrick Mason, James Freeman & Orchestra 2001)
  - Game Of Attrition – Arlene Sierra, Vol. 2 (Jac Van Steen & BBC National Orchestra of Wales)
  - Haydn, Beethoven & Schubert (Gilbert Kalish)
  - Mozart: Piano Concertos, No. 12, K. 414 & No. 23, K. 488 (Marianna Shirinyan, Scott Yoo & Odense Symphony Orchestra)
  - Music Of Peter Lieberson, Vol. 3 (Scott Yoo, Roberto Diaz, Steven Beck & Odense Symphony Orchestra)
  - Rochberg, Chihara & Rorem (Jerome Lowenthal)
  - Tchaikovsky: The Tempest, Op. 18 & Piano Concerto No. 1, Op. 23 (Joyce Yang, Alexander Lazarev & Odense Symphony Orchestra)

### Classical
Best Orchestral Performance
- Adams, John: City Noir
  - David Robertson (conductor), (St. Louis Symphony)
- Dutilleux: Symphony No. 1; Tout un monde lointain...; The Shadows Of Time
  - Ludovic Morlot, conductor (Seattle Symphony)
- Dvořák: Symphony No. 8; Janáček: Symphonic Suite From Jenůfa
  - Manfred Honeck, conductor (Pittsburgh Symphony Orchestra)
- Schumann: Symphonien 1–4
  - Simon Rattle, conductor (Berliner Philharmoniker)
- Sibelius: Symphonies Nos. 6 & 7; Tapiola
  - Robert Spano, conductor (Atlanta Symphony Orchestra)

Best Opera Recording
- Charpentier: La Descente d'Orphée aux enfers
  - Paul O'Dette & Stephen Stubbs, conductors; Aaron Sheehan; Renate Wolter-Seevers, producer (Boston Early Music Festival Chamber Ensemble; Boston Early Music Festival Vocal Ensemble)
- Milhaud: L'Orestie D'Eschyle
  - Kenneth Kiesler, conductor; Dan Kempson, Jennifer Lane, Tamara Mumford & Brenda Rae; Tim Handley, producer (University Of Michigan Percussion Ensemble & University Of Michigan Symphony Orchestra; University Of Michigan Chamber Choir, University Of Michigan Orpheus Singers, University Of Michigan University Choir & UMS Choral Union)
- Rameau: Hippolyte et Aricie
  - William Christie, conductor; Sarah Connolly, Stéphane Degout, Christiane Karg, Ed Lyon & Katherine Watson; Sébastien Chonion, producer (Orchestra of the Age of Enlightenment; The Glyndebourne Chorus)
- Schönberg: Moses und Aron
  - Sylvain Cambreling, conductor; Andreas Conrad & Franz Grundheber (de); Reinhard Oechsler, producer (SWR Sinfonieorchester Baden-Baden und Freiburg; EuropaChorAkademie)
- Strauss: Elektra (opera)
  - Christian Thielemann, conductor; Evelyn Herlitzius, Waltraud Meier, René Pape & Anne Schwanewilms; Magdalena Herbst, producer (Staatskapelle Dresden; Sächsischer Staatsopernchor Dresden)

Best Choral Performance
- The Sacred Spirit Of Russia
  - Craig Hella Johnson, conductor (Conspirare)

Performers who are not eligible for an award (such as orchestras, soloists or choirs) are mentioned in parentheses
- Bach: Matthäus-Passion
  - René Jacobs, conductor (Werner Güra & Johannes Weisser; Akademie Für Alte Musik Berlin; RIAS Kammerchor & Staats-Und Domchor Berlin)
- Dyrud: Out Of Darkness
  - Vivianne Sydnes, conductor (Erlend Aagaard Nilsen & Geir Morten Øien; Sarah Head & Lars Sitter; Nidaros Cathedral Choir)
- Holst: First Choral Symphony; The Mystic Trumpeter
  - Andrew Davis (conductor); Stephen Jackson, chorus master (Susan Gritton; BBC Symphony Orchestra; BBC Symphony Chorus)
- Mozart: Requiem Mass in D minor
  - John Butt (musician), conductor (Matthew Brook, Rowan Hellier, Thomas Hobbs & Joanne Lunn; Dunedin Consort)

Best Chamber Music/Small Ensemble Performance
- In 27 Pieces – The Hilary Hahn Encores
  - Hilary Hahn & Cory Smythe
- Dreams & Prayers
  - David Krakauer & A Far Cry
- Martinů: Cello Sonatas Nos. 1–3
  - Steven Isserlis & Olli Mustonen
- Partch: Castor & Pollux
  - Partch
- Sing Thee Nowell
  - New York Polyphony

Best Classical Instrumental Solo
- Play
  - Jason Vieaux
- All The Things You Are
  - Leon Fleisher
- The Carnegie Recital
  - Daniil Trifonov
- Dutilleux: Tout un monde lointain...
  - Xavier Phillips; Ludovic Morlot, conductor (Seattle Symphony)
- Toccatas
  - Jory Vinikour

Best Classical Solo Vocal Album
- Douce France
  - Anne Sofie von Otter; Bengt Forsberg, accompanist (Carl Bagge, Margareta Bengston, Mats Bergström, Per Ekdahl, Bengan Janson, Olle Linder & Antoine Tamestit)
- Porpora: Arias
  - Philippe Jaroussky; Andrea Marcon, conductor (Cecilia Bartoli; Venice Baroque Orchestra)
- Schubert: Die Schöne Müllerin
  - Florian Boesch; Malcolm Martineau, accompanist
- Stella Di Napoli
  - Joyce DiDonato; Riccardo Minasi, conductor (Chœur De L'Opéra National De Lyon; Orchestre De L'Opéra National De Lyon)
- Virtuoso Rossini Arias
  - Lawrence Brownlee; Constantine Orbelian, conductor (Kaunas City Symphony Orchestra)

Best Classical Compendium
- Partch: Plectra & Percussion Dances
  - Partch; John Schneider, producer
- Britten To America
  - Jeffrey Skidmore, conductor; Colin Matthews, producer
- Mieczys_aw Weinberg
  - Giedr_ Dirvanauskait_, Daniil Grishin, Gidon Kremer & Daniil Trifonov; Manfred Eicher, producer
- Mike Marshall & The Turtle Island Quartet
  - Mike Marshall (musician) & Turtle Island Quartet; Mike Marshall, producer
- The Solent – Fifty Years Of Music By Ralph Vaughan Williams
  - Paul Daniel, conductor; Andrew Walton, producer

Best Contemporary Classical Composition
- Adams, John Luther: Become Ocean
  - John Luther Adams, composer (Ludovic Morlot & Seattle Symphony)
- Clyne, Anna: Prince Of Clouds
  - Anna Clyne, composer (Jaime Laredo, Jennifer Koh, Vinay Parameswaran & Curtis 20/21 Ensemble)
- Crumb, George: Voices From The Heartland
  - George Crumb, composer (Ann Crumb, Patrick Mason, James Freeman & Orchestra 2001)
- Paulus, Stephen: Concerto For Two Trumpets & Band
  - Stephen Paulus, composer (Eric Berlin, Richard Kelley, James Patrick Miller & UMASS Wind Ensemble)
- Sierra, Roberto: Sinfonía No. 4
  - Roberto Sierra, composer (Giancarlo Guerrero & Nashville Symphony)

### Music Video/Film
Best Music Video
- "Happy" – Pharrell Williams
  - We Are From LA, video director; Kathleen Heffernan, Roman Pichon Herrera, Jett Steiger & Cedric Troadec, video producers
- "Chandelier" – Sia
  - Sia Furler & Daniel Askill, video directors; Jennifer Heath, video producer
- "We Exist" – Arcade Fire
  - David Wilson, video director; Jason Baum, video producer
- "Turn Down for What" – DJ Snake & Lil Jon
  - Daniel Kwan & Daniel Scheinert, video directors; Judy Craig, Jonathan Wang, Candance Ouaknine & Bryan Younce, video producers
- "The Golden Age" – Woodkid feat. Max Richter
  - Chis Clayton & Yoann Lemoine, video director; Roman Pichon Herrera, Christine Miller, Susan Porche & Annabel Rosier, video producers

Best Music Film
- 20 Feet From Stardom – Darlene Love, Merry Clayton, Lisa Fischer & Judith Hill
  - Morgan Neville, video director; Gil Friesen & Caitrin Rogers, video producers
- Beyoncé & Jay Z: On The Run Tour – Beyoncé & Jay Z
  - Jonas Åkerlund, video director; Svana Gisla, video producer
- Ghost Stories – Coldplay
  - Paul Dugdale, video director; Jim Parsons, video producer
- Metallica Through The Never – Metallica
  - Nimród Antal, video director; Adam Ellison & Charlotte Huggins, video producers
- The Truth About Love Tour: Live From Melbourne – Pink
  - Larn Poland, video director; Roger Davies, video producer